# Strawa (dopływ Niemna)
Strawa (lit. Strėva) – rzeka na Litwie, dopływ Niemna. Długość – 73,6 km. Wypływa z okolic Wysokiego Dwóru.
W 1348 miała nad zamarzniętą Strawą miejsce bitwa pomiędzy Litwinami a zakonem krzyżackim. W 1962 wybudowano na rzece tamę, tworząc Zbiornik Elektreński (Elektrėnai), trzecie co do wielkości sztuczne jezioro na Litwie. W pobliżu znajduje się elektrownia Elektreny, obecnie najważniejsza litewska elektrownia.
Strawa przepływa przez Elektreny, Żyżmory i Siemieliszki.